# پشه‌های تورمی
پشه‌های تورمی (نام علمی: Cecidomyiidae) نام یک تیره از زیرراسته نخ‌شاخان است.

## نگارخانه